# Félix de Biancour
Pour les articles homonymes, voir Biancour.
Félix Fernand de Biancour (Montfort-l'Amaury, 19 janvier 1836 - Paris, 24 décembre 1891) est un homme politique français.

## Biographie
Fils du député de Seine-et-Oise Charles de Biancour, administrateur attaché au ministère de l'Intérieur dans le Var (1858-1865), préfet de l'Ariège (1875-1876), puis préfet de l'Allier (1877), en 1885, président de la Société anonyme des mines de Lexington, il effectue un long voyage aux États-Unis. Il part ainsi du Havre le 18 juin et arrive à New York le 28. En train, il joint Chicago puis remonte jusqu’à Saint-Paul. Après Bismarck, il visite Livingston et le parc national de Yellowstone. 
Il passe encore à Helena et Butte et parvient à Salt Lake City. Il longe ensuite la rivière Humboldt jusqu'à Mirage Station puis atteint San Francisco. Il rentre par l'Union Pacific jusqu'à Council Bluffs et le 5 août revient à Chicago où il retrouve sa femme venue le rejoindre. 
Il visite Détroit, voit les chutes du Niagara, atteint Montréal puis Saratoga avant de revenir à New York par Albany. 
Il laisse un récit de son périple, Quatre mille lieues aux États-Unis (1888) où l'on trouve de nombreuses descriptions des sites et villes rencontrés. 
Il est inhumé au cimetière de Montfort-l'Amaury.